# تيم سكوت (أستاذ جامعي)
تيم سكوت (بالإنجليزية: Tim Scott)‏ هو نحات بريطاني، ولد في 18 أبريل 1937 في لندن في المملكة المتحدة.